# Allium tribracteatum
Allium tribracteatum är en amaryllisväxtart som beskrevs av John Torrey. Allium tribracteatum ingår i släktet lökar, och familjen amaryllisväxter. Inga underarter finns listade i Catalogue of Life.